# Ratkovo, Slovacia
Ratkovo este o comună slovacă, aflată în districtul Martin din regiunea Žilina. Localitatea se află la altitudinea de 452 m deasupra n.m., se întinde pe o suprafață de 0,92 km2 și în 2017 număra 186 de locuitori. Se învecinează cu comuna Krpeľany.

## Istoric
Localitatea Ratkovo este atestată documentar din 1489.

## Demografie
| An:                | 1994 | 2004   | 2014   | 2024    |
| ------------------ | ---- | ------ | ------ | ------- |
| Număr de persoane: | 175  | 187    | 181    | 213     |
| Diferență:         |      | +6,85% | −3,20% | +17,67% |

| An:                | 2023 | 2024   |
| ------------------ | ---- | ------ |
| Număr de persoane: | 212  | 213    |
| Diferență:         |      | +0,47% |